# Mycosphaerella arbuticola
Mycosphaerella arbuticola är en svampart som först beskrevs av Peck, och fick sitt nu gällande namn av Homer Doliver House 1972. Mycosphaerella arbuticola ingår i släktet Mycosphaerella och familjen Mycosphaerellaceae.   Inga underarter finns listade i Catalogue of Life.